# Ellen Roosval von Hallwyl

Ellen de Maré med sonen Rolf 1890. Foto från Hallwylska museets arkiv.

Fotografiporträtt av Ellen Roosval

Ellen Fredrika Vilhelmina Roosval von Hallwyl, född 29 juli 1867, död 9 april 1952 i Stockholm, var en svensk målare, skulptör och kompositör.

## Uppväxt, ungdomsår och äktenskap
Ellen von Hallwyl var dotter till Walther och Wilhelmina von Hallwyl, det förmögna par som uppförde Hallwylska palatset, sedermera Hallwylska museet, på Hamngatan 4 i Stockholm. Hon växte upp på familjens gods Ericslund i Södermanland som den näst äldsta av makarna von Hallwyls fyra döttrar. Hennes systrar var Ebba von Eckermann (1866–1960), Elma (1870–1871) och Irma von Geijer (1873–1959). Hon fick en traditionell uppfostran med hemundervisning, studier vid Wallinska skolan, undervisning i musik och konfirmation i Tyska kyrkan i Stockholm. Därefter deltog hon i de baler som varje vintersäsong hölls i stockholmssocieteten.
Ellen von Hallwyls vuxna liv präglades i mångt och mycket av en kamp mellan tidens konventioner och den egna viljan, både i privat- och yrkeslivet. Hennes liv formades så att hon på flera sätt bröt mot tidens konventioner i sin samhällsklass och det liv hon levde. 1887 gifte hon sig med Henrik de Maré, som vid tiden var aspirant vid generalstaben. Därefter flyttade de in i villa Björkhagen i Stocksund; huset hade tidigare använts av hennes föräldrar som sommarnöje. På Björkhagen föddes sonen Rolf de Maré (1888–1964).
1897 blev Henrik de Maré svensk militärattaché i Berlin och familjen flyttade dit. Åren 1902 till 1904 tog hon lektioner i måleri hos Franz Skarbina och Theodor Hummel i Berlin. Familjen anställde en ung svensk student, Johnny Roosval, som informator åt sonen Rolf. År 1904 kom familjen de Maré hem från Berlin. År 1906 skilde sig makarna och 1907 gifte Ellen von Hallwyl om sig med Johnny Roosval.
Johnny Roosval hade återvänt till Stockholm från Berlin 1903 och blev samma år amanuens vid Nordiska museet. 1905 blev han docent i konsthistoria i Uppsala och vid den här tiden umgicks han och Ellen von Hallwyl flitigt. Skilsmässan blev en stor skandal liksom det faktum att den nye mannen var 12 år yngre. Paret von Hallwyl bröt med sin dotter efter skilsmässan och omhändertog den nu 18-åriga sonen Rolf.

## Konstnärskapet

### Måleri
Efter skilsmässan återvände Ellen von Hallwyl till Berlin och började vid Lewin-Funkes konstskola. Hennes lärare var den ledande tyska expressionisten Lovis Corinth. Ellen von Hallwyls verk från tiden föreställer allvarliga och grova figurer i kontrastrika, hårda färger. Hon hade sett Edvard Munchs måleri i Berlin och påverkades av detta.
Efter en tid återvände hon till Sverige och målningarna ändrade karaktär. Motiven fick en ljus och harmonisk kolorit och motiven blev enklare och hämtade från vardagen. De religiösa motiven blev mer och mer förekommande och snart bestämde sig Ellen von Hallwyl för att lämna måleriet och övergå till skulptur.

### Skulptur
Under en kort tid var Ellen von Hallwyl i lära hos Carl Milles där hon började sin skulpturbana. 1913 reste hon till Paris och studerade stenhuggeri hos skulptören Gaston Toussaint. En influens som är närvarande i hennes skulpturer är det indiska inslaget. De utsträckta och långsmala figurerna och det religiösa innehållet i flera av skulpturerna för tankarna till det mystiska och andliga som var utmärkande i tidens kvinnliga konstnärskretsar.
Paret Roosval lät 1915–1917 uppföra Villa Muramaris en halvmil norr om Visby efter ritningar av Arre Essén. Huset byggdes som en italiensk villa med öppen loggia och omges av flera springbrunnar. I den muromgärdad barockträdgården ritad av konstnären Nils von Dardel inkomponerades ett flertal av Ellen von Hallwyls skulpturer. Villa Muramaris förstördes till stora delar i en brand 2013. Ellen ägnade flera år åt den skulpturala utsmyckningen av villan. Skulpturerna Ellen von Hallwyl gjorde för Muramaris har alla andliga och religiösa motiv. Ett av hennes mest kända verk torde vara den öppna spisen i villa Muramaris, komponerad som en tempelfasad. Ett annat känt verk är skulpturen Dansen som gjordes för vestibulen i hennes föräldrars hem, Hallwylska palatset. Den stora skulpturen är en hyllning till sonens verksamhet som grundare av den Svenska baletten i Paris.
Ett ståtligt skulpturalt arbete är det gravmonument som Ellen Roosvaal gjorde 1915 för von Eckermanska familiegraven på Frustuna kyrkogård, där Ebba von Eckerman, konstnärinnans systerdotter, nyligen jordats.
Under 1920-talet var paret Roosval ofta i Paris där hon också fick tillfälle att ställa ut sina skulpturer på Thêatre des Champs Elysées. Utställningen blev en framgång och ledde till en utställning på Gummesons konstgalleri i Stockholm 1923. 1925 fick Ellen von Hallwyl medaljen Litteris et Artibus. Hon är representerad vid Nationalmuseum och Hallwylska museet.

### Komposition
Under 1930-talet upphörde Ellen von Hallwyl helt med sitt skulpterande för att helt ägna sig åt musiken. Musiken upptog all hennes tid under de sista levnadsåren. Genom musiken ansåg hon sig hitta vägen till Gud.
Ellen von Hallwyl blev inte en av de ”stora konstnärerna” utan är intressantare som en representant för den tid då kvinnorna i större utsträckning började ägna sig åt konstnärskapet på ett professionellt sätt. 

Skulpturer av Ellen Roosval
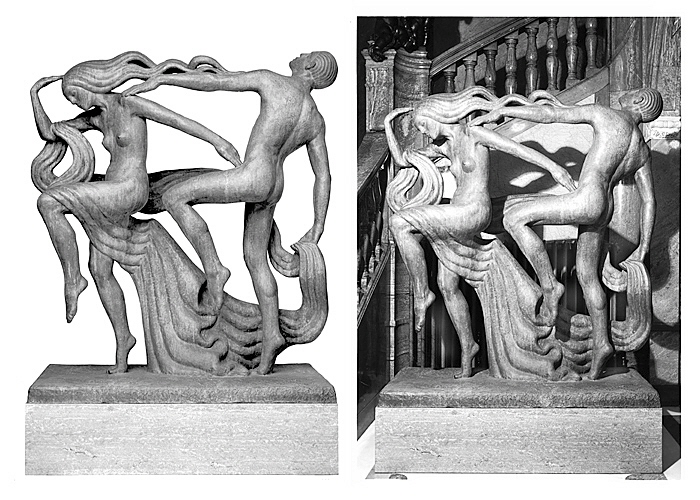
Dansen, skulptur i Kolmårdsmarmor, i vestibulen på Hallwylska museet
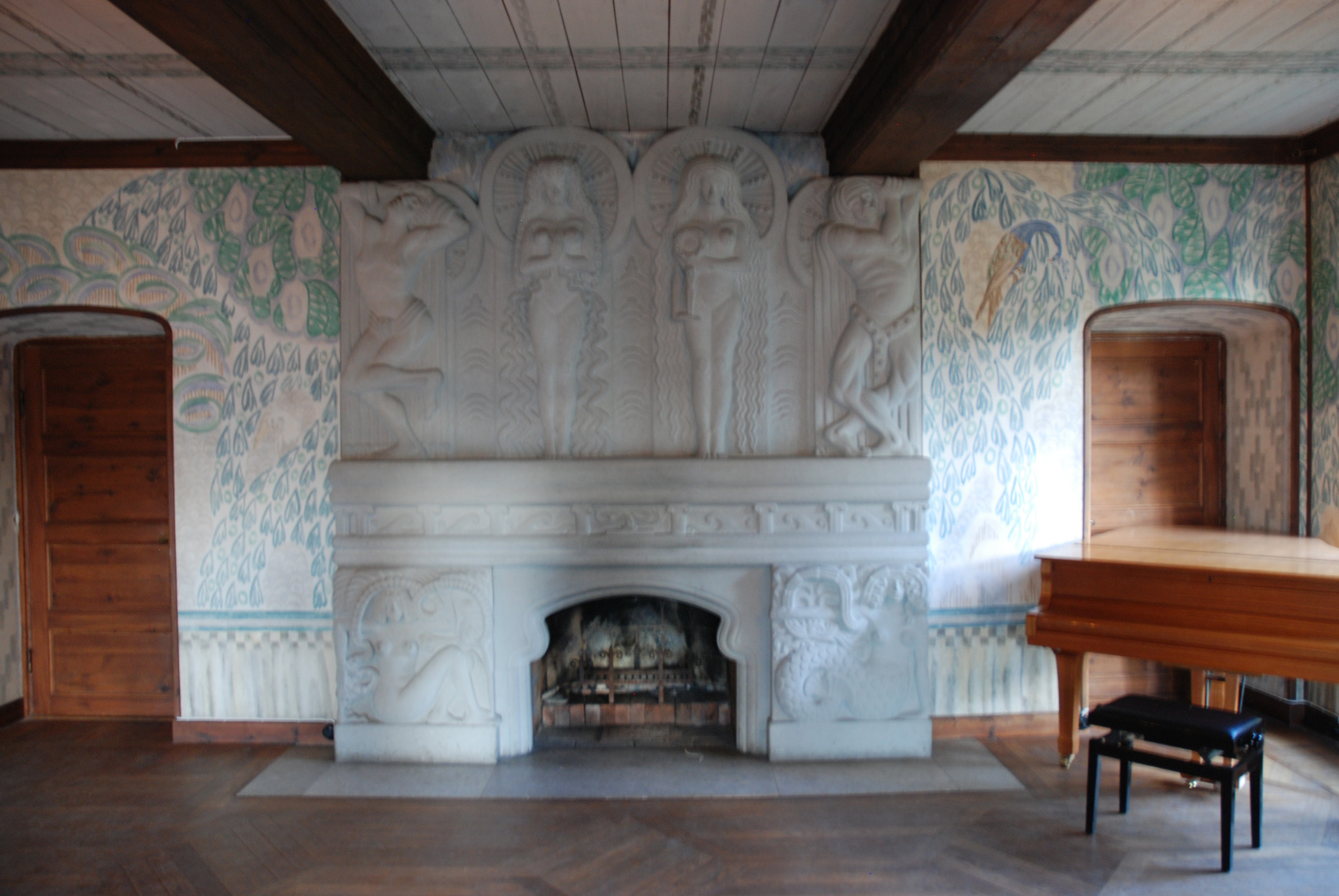
Ellen Roosvals kalkstensspis i salen i Villa Muramaris
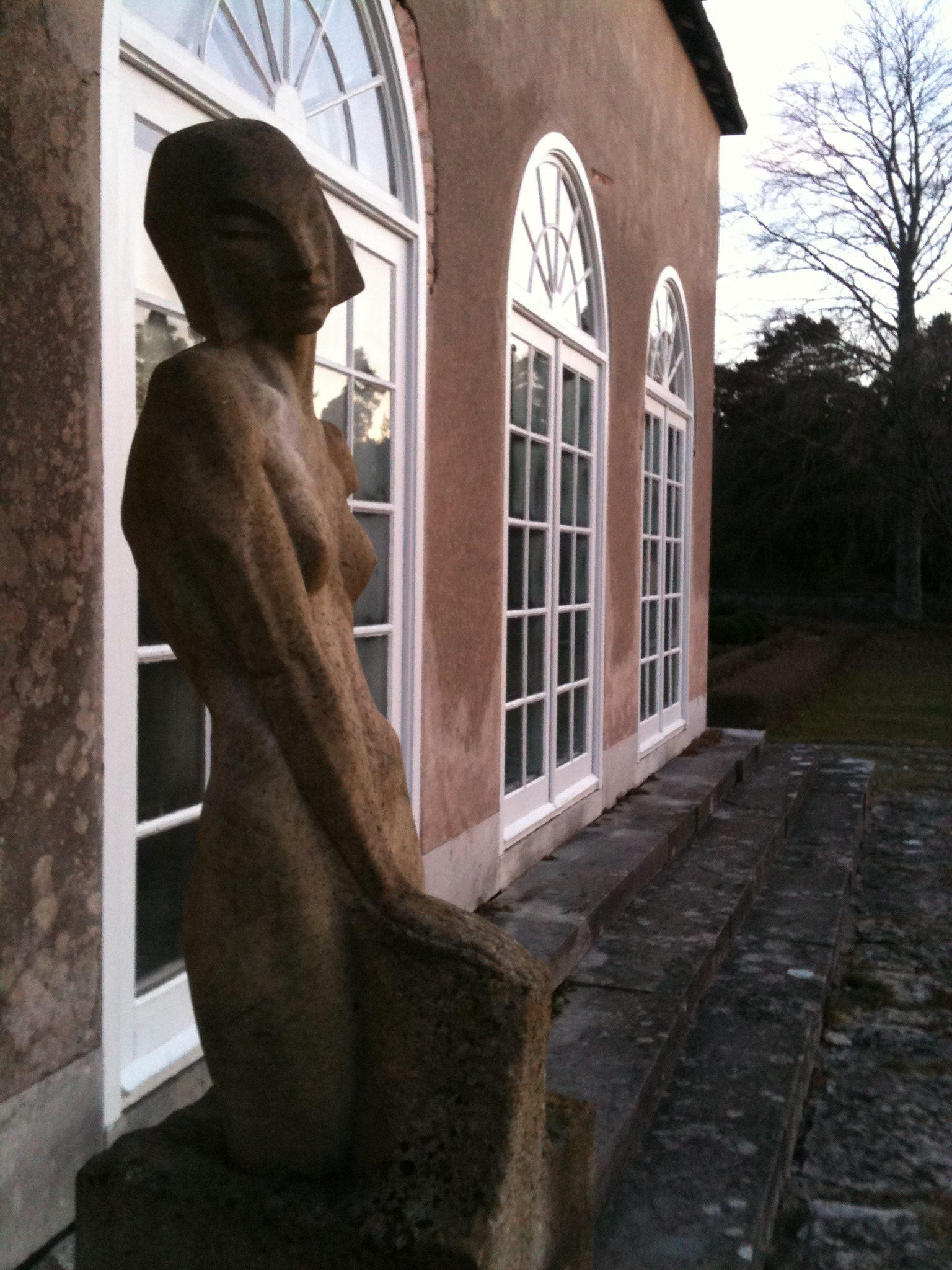
Kvinnoskulptur i sandsten, Muramaris
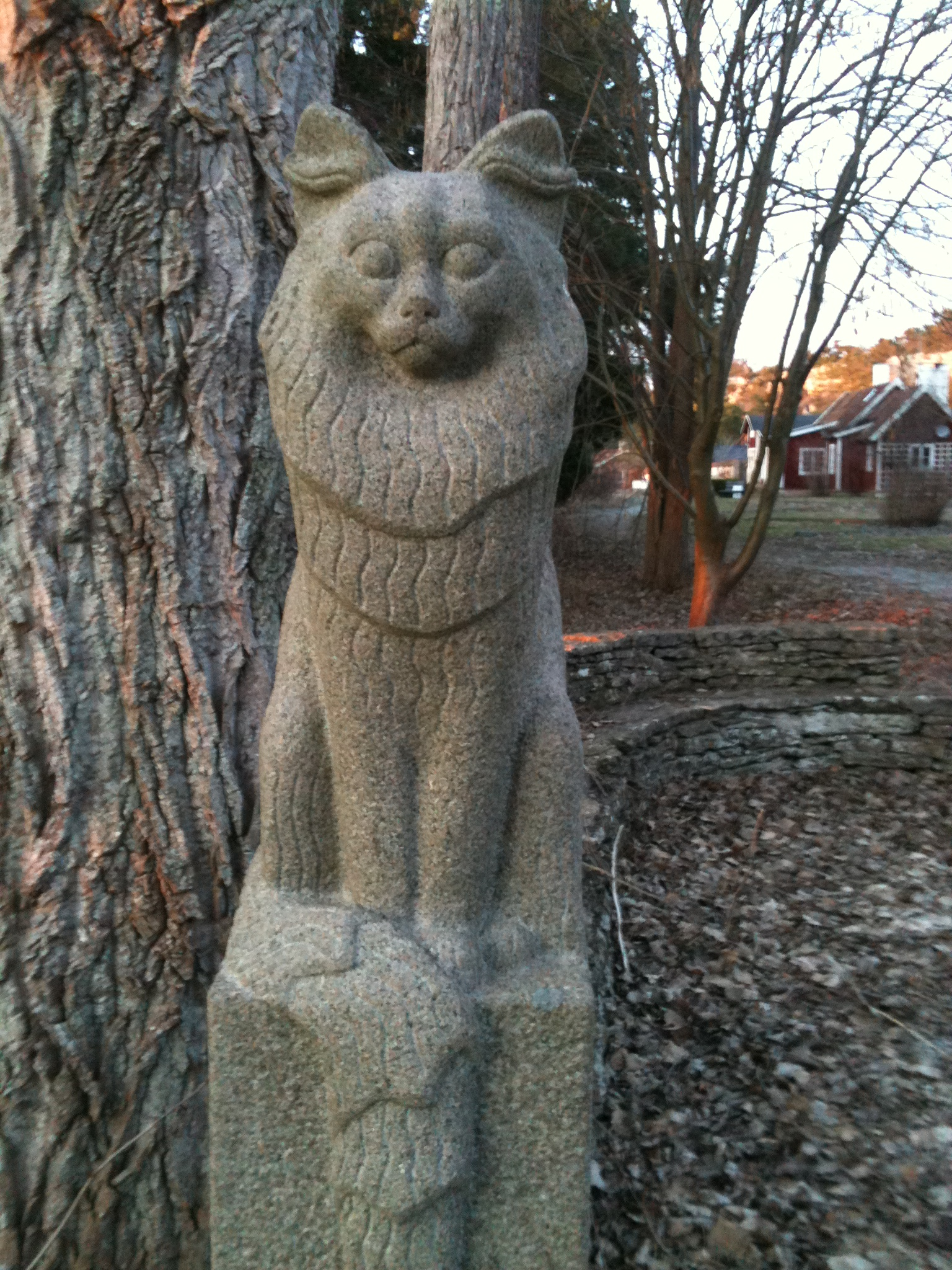
Semiramis i granit, Muramaris
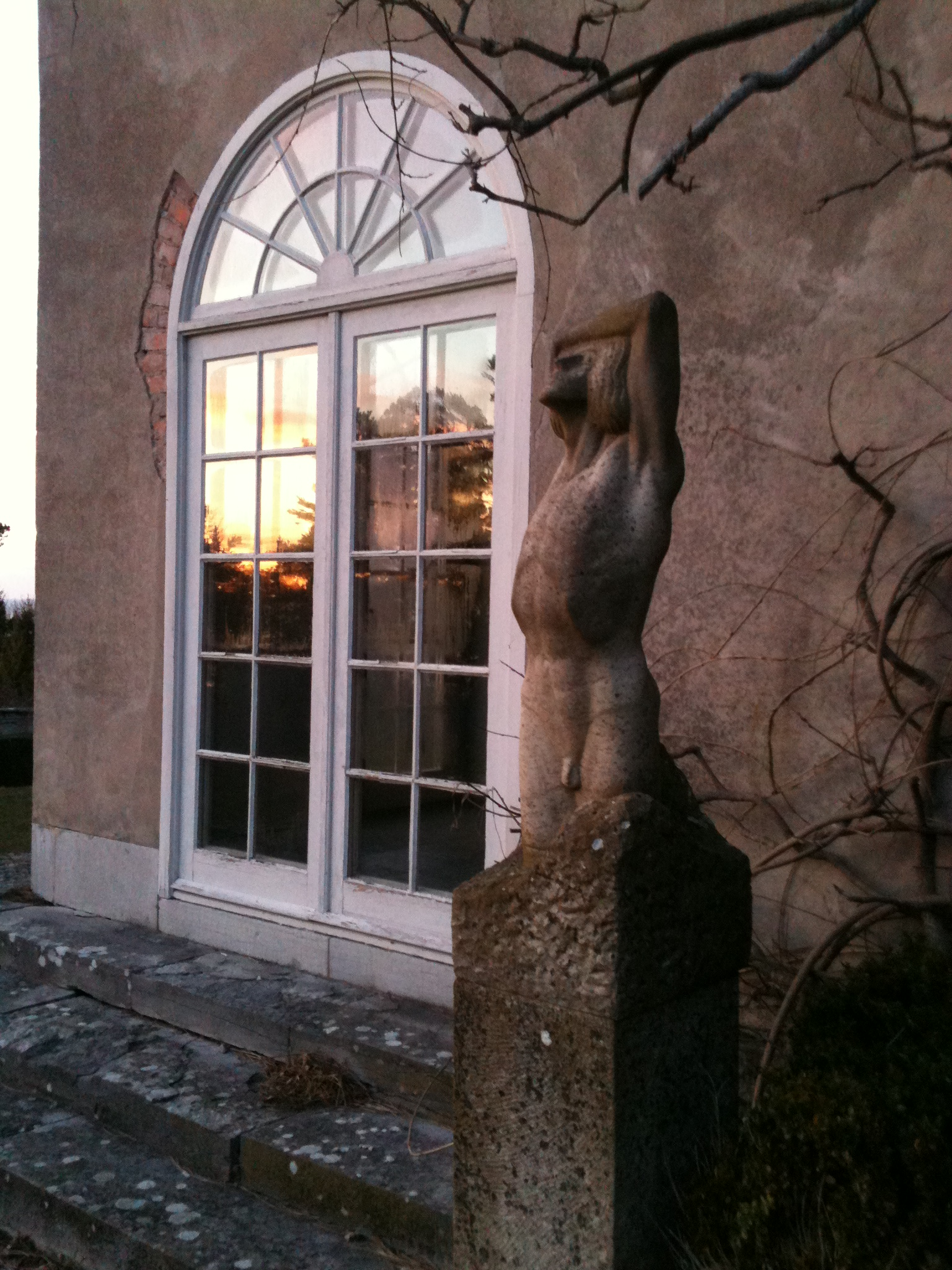
Mansskulptur i sandsten, Muramaris
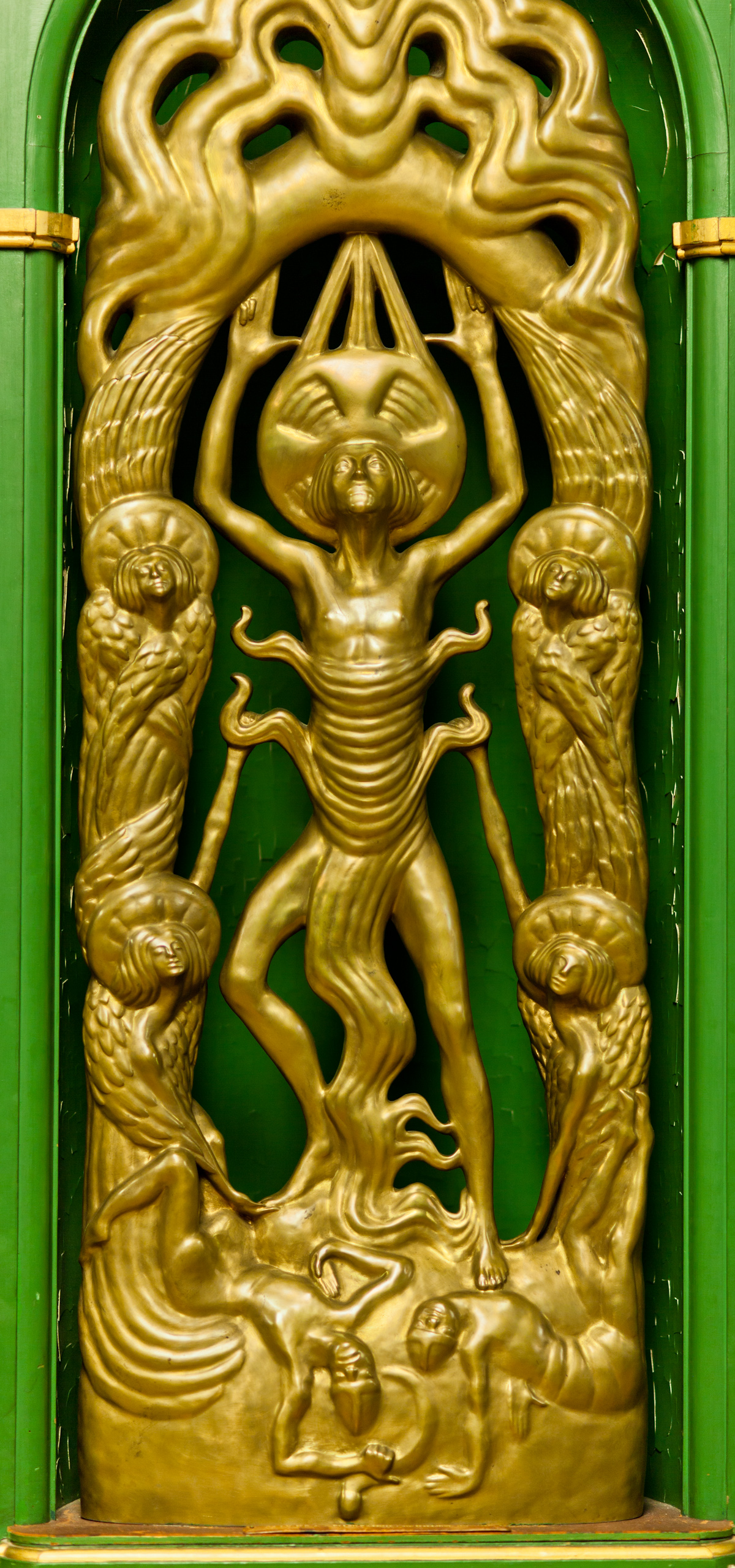
Religiös skulptur på Hallwylska museet
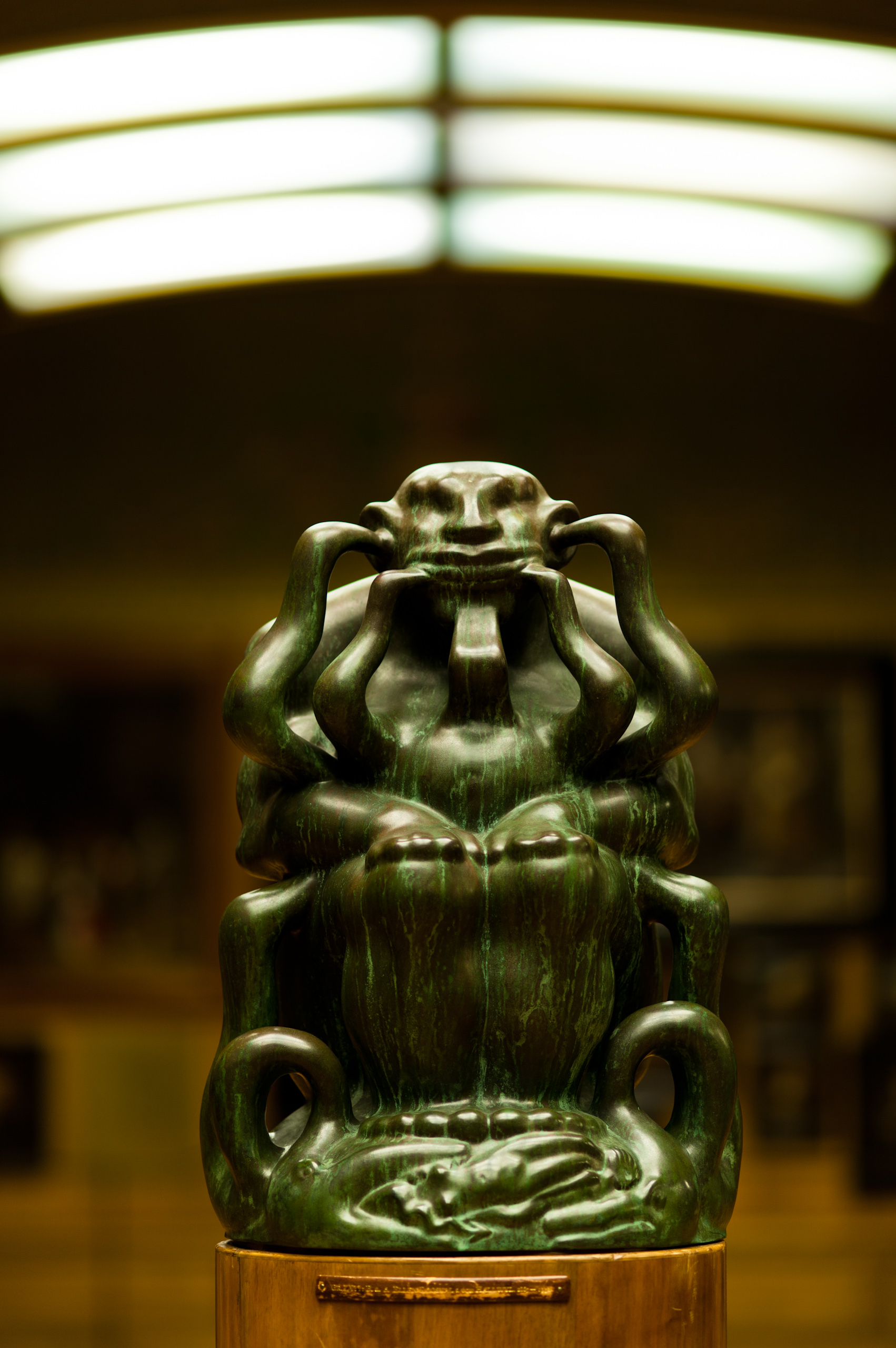
Egoismen, skulptur på Hallwylska museet
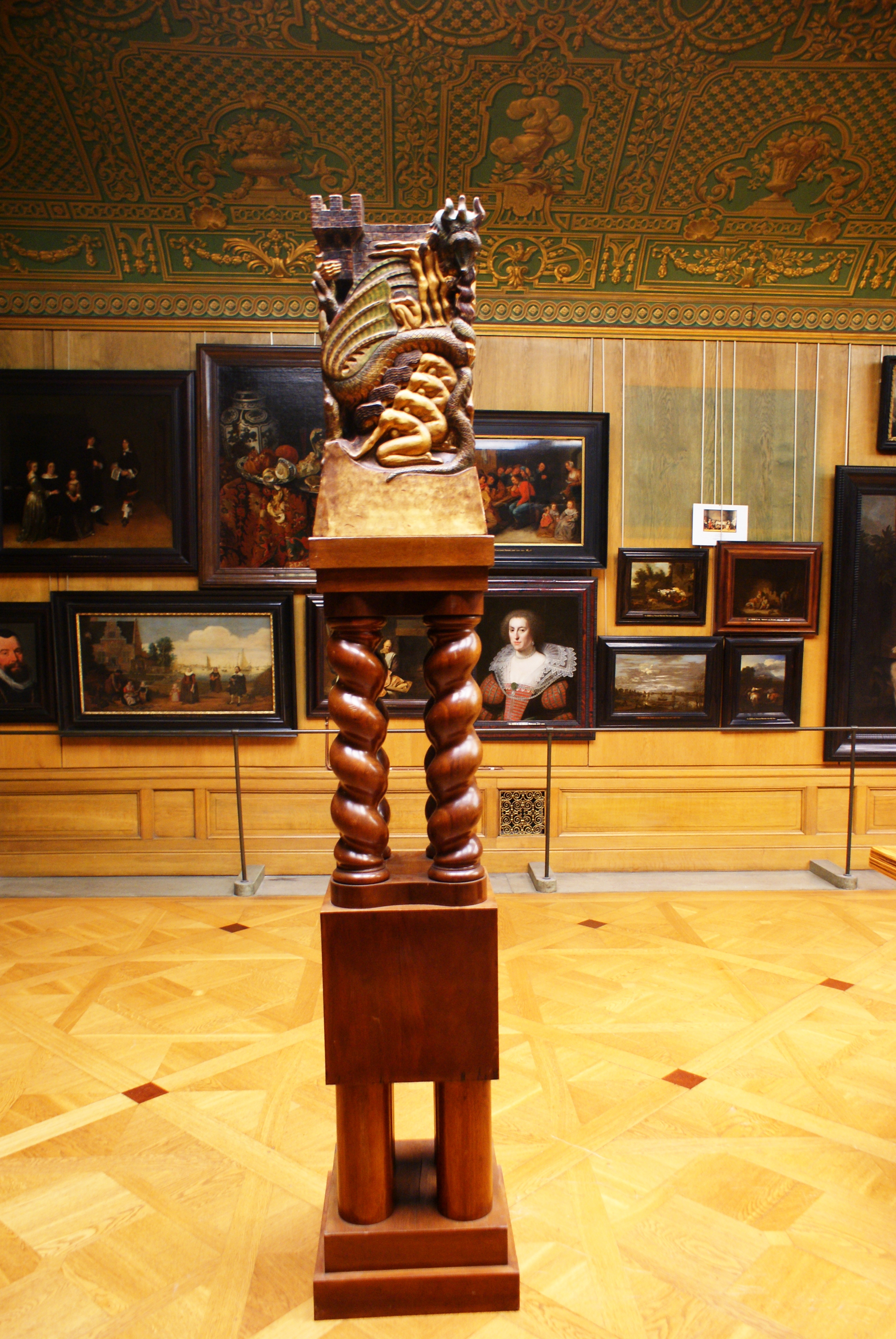
Kristus i dödsriket, skulptur på Hallwylska museet